# 나미비아 대통령
나미비아의 대통령(영어: President of Namibia)은 나미비아의 국가원수이자 정부수반이다. 나미비아 헌법에 의하면 대통령은 나미비아 정부의 행정부를 통솔하며 내각의 의장으로서 군 통수권자이다.

## 임기 제한
2021년 현재 나미비아 헌법에는 대통령의 연임제한이 존재한다. 최초로 임기 제한이 적용된 대통령은 2015년 히피케푸니에 포함바이다.

## 대통령 명단
| 소속정당 |                       |
|          | 남서아프리카 인민기구 |

| 나미비아의 대통령 | 나미비아의 대통령 | 나미비아의 대통령 | 나미비아의 대통령 | 나미비아의 대통령              | 나미비아의 대통령 | 나미비아의 대통령 | 나미비아의 대통령             |
| 대                | 대                | 대                | 사진              | 이름                           | 임기 시작         | 임기 종료         | 정당                          |
| ----------------- | ----------------- | ----------------- | ----------------- | ------------------------------ | ----------------- | ----------------- | ----------------------------- |
|                   | 1                 | 1                 |                   | 샘 누조마 (1929년~2025년)      | 1990년 3월 21일   | 2005년 3월 21일   | 남서아프리카 인민기구 (SWAPO) |
|                   | 2                 | 2                 |                   | 히피케푸니에 포함바 (1936년~ ) | 2005년 3월 21일   | 2015년 3월 21일   | 남서아프리카 인민기구 (SWAPO) |
|                   | 3                 | 3                 |                   | 하게 게인고브 (1941년~2024년)  | 2015년 3월 21일   | 2024년 2월 4일    | 남서아프리카 인민기구 (SWAPO) |
|                   | 4                 | 4                 |                   | 낭골로 음붐바 (1941년~)        | 2024년 2월 4일    | 현재              | 남서아프리카 인민기구 (SWAPO) |

## 같이 보기
- 나미비아의 부통령
- 나미비아의 총리